# David Ussishkin
David Ussishkin (hebräisch דוד אוסישקין, * 21. Oktober 1935 in Jerusalem) ist ein israelischer Archäologe und Hochschullehrer an der Universität Tel Aviv.

## Ausbildung
Von 1953 bis 1955 leistete Ussishkin seinen Militärdienst in der Givʿati-Brigade bei den Israelischen Verteidigungsstreitkräften (IDF) ab.
Von 1955 bis 1966 studierte er Archäologie an der Hebräischen Universität Jerusalem.
1958 machte er dort seinen Bachelor.
1961 machte er seinen Master mit einer Arbeit zum Thema Macalisters Excavations at Gezer bei Jigael Jadin.
Er promovierte 1966 mit einer Arbeit zum Thema The Neo-Hittite Monuments, their Dating and Style bei Jigael Jadin.

## Beruf
1966 wechselte Ussishkin als Dozent an die Universität Tel Aviv.
Von 1975 bis 1978 leitete er die Abteilung für Archäologie und Studien des Alten Orients.
Von 1975 bis 2004 war er Redakteur des Journals des Instituts für Archäologie in Tel Aviv.
Von 1980 bis 1984 war er Direktor des Instituts für Archäologie.
Ab 1985 bis zu seiner Emeritierung 2004 hatte Ussishkin  an der Universität Tel Aviv eine Professur für Archäologie inne.
Von 1996 bis 2006 war er Inhaber des Österreich-Lehrstuhls für Archäologie des Landes Israel in biblischer Zeit.

## Gastprofessuren und Mitgliedschaften
Ussishkin bekleidete Gastprofessuren für Archäologie:
- 1978–1979: Am Royal Ontario Museum in Toronto, Kanada als Kurator
- 1978–1979: An der University of Toronto
- 1982: An der Universität von Südafrika in Pretoria, Südafrika
- 1990: An der University of Notre Dame, Indiana, Vereinigte Staaten

Ussishkin war Mitglied der folgenden Institutionen:
- 1967–1993: Redaktion des  Qadmoniot, Journal für Antiquitäten in Eretz Israel und im Land der Bibel
- 1985–1995: Board of Directors des Yad Itzaq Ben-Zvi
- 1980–2010: Israel Archaeological Council
- 1990–2010: Excavations Permit Committee, Israel Archaeological Council
- seit 1976: Board of Directors der Israel Exploration Society
- seit 1985: Archäologischer Rat für Judäa und Samarien[4][5]

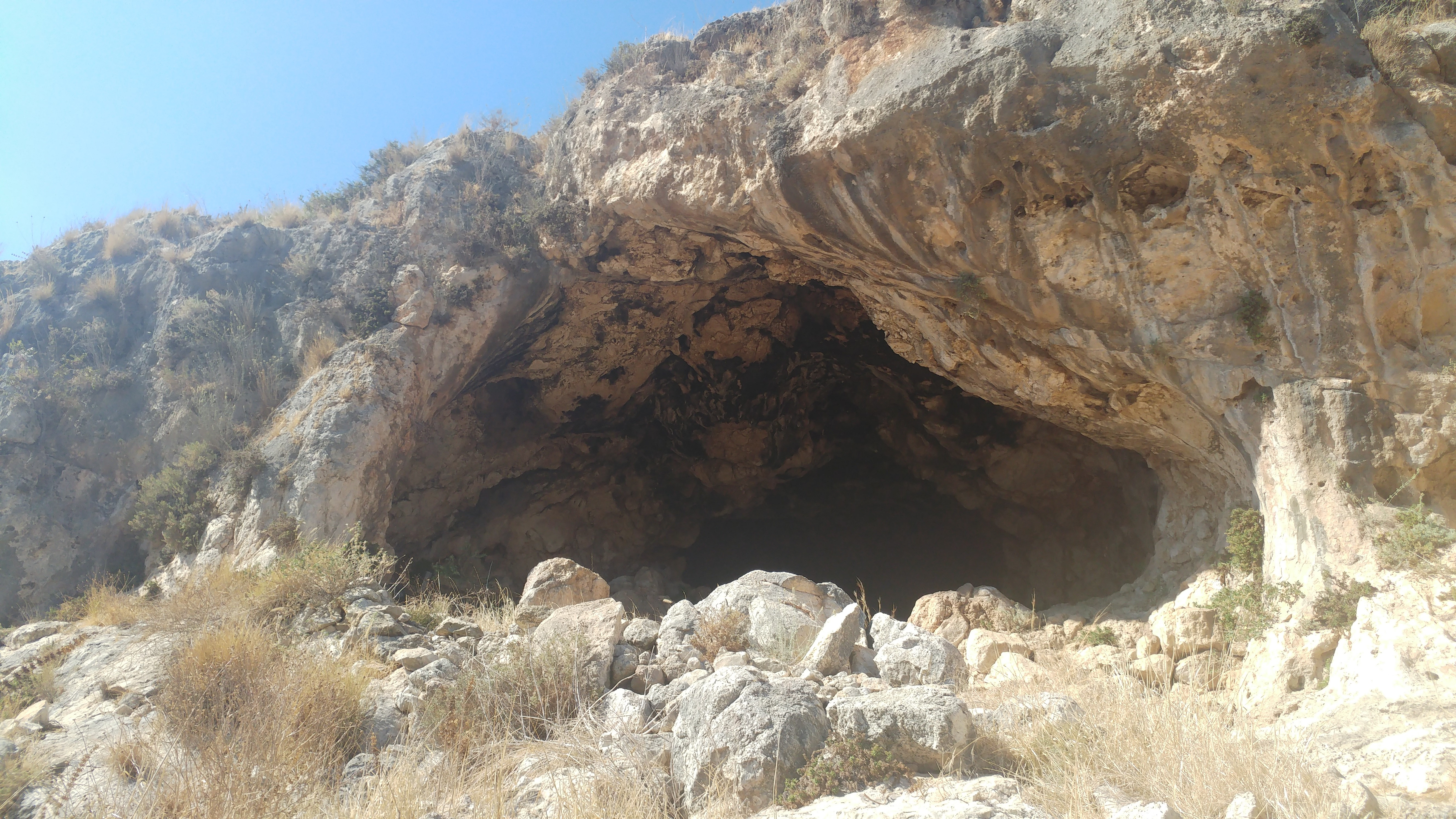
Nahal-Oren-Höhle

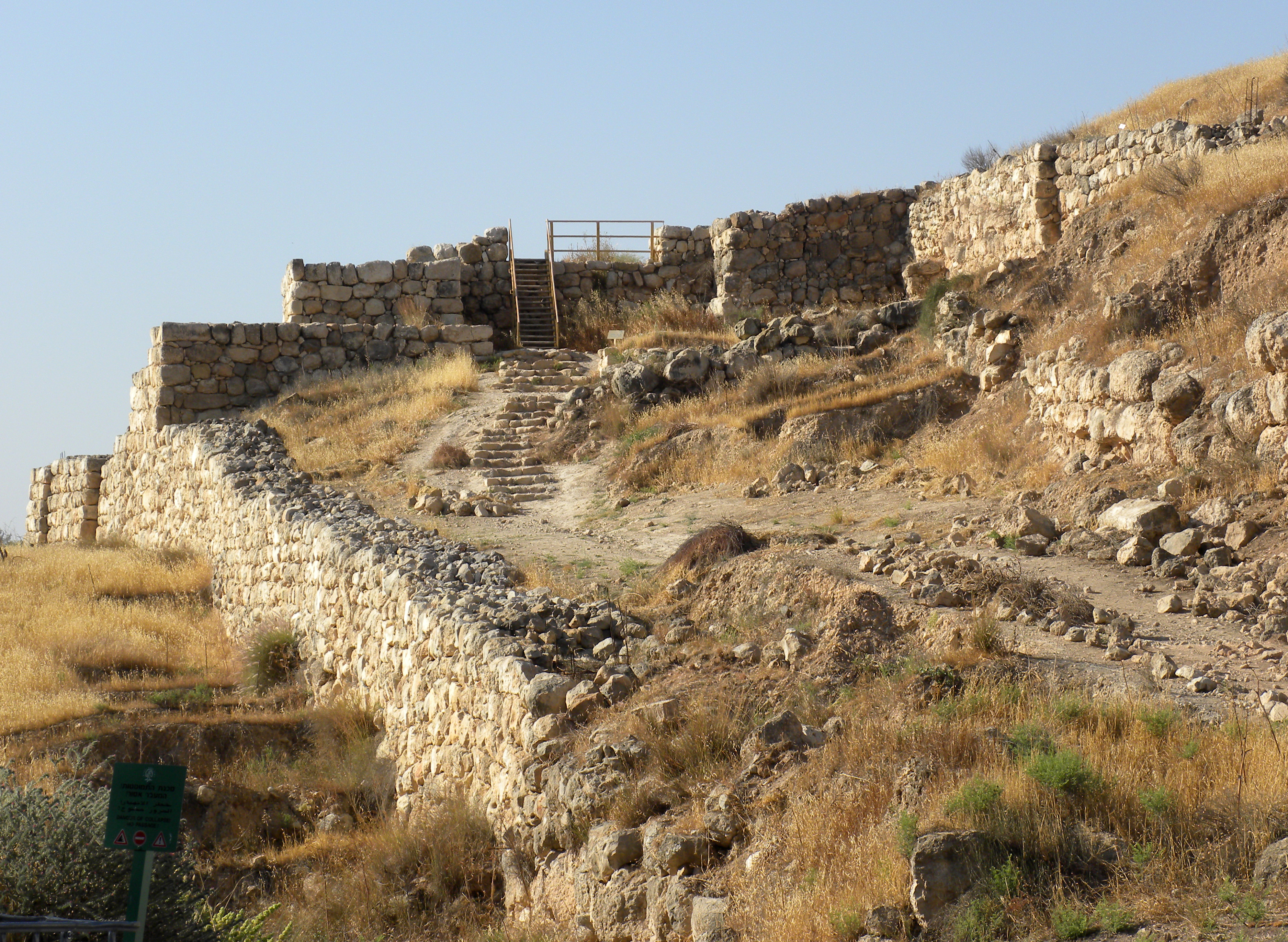
Stadttor in Lachisch

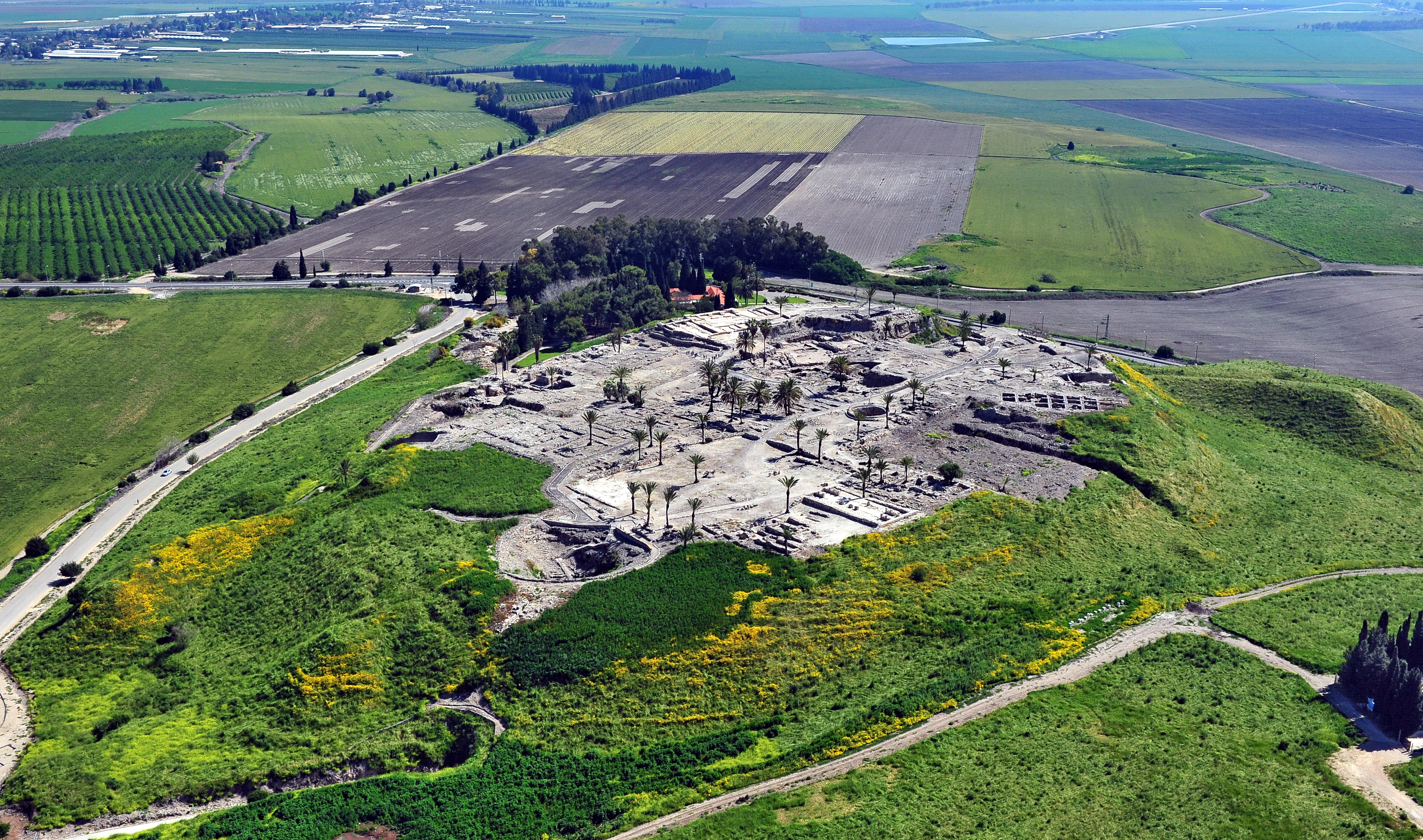
Tell Megiddo

## Ausgrabungen
Ussishkin nahm an zahlreichen Ausgrabungen teil, teils als Mitarbeiter, teils als Leiter oder an der Leitung Beteiligter.

### Als Mitarbeiter
- 1956: Nachal Oren ⊙ unter der Leitung von Moshe Stekelis
- 1956: Tell Be’er Scheva ⊙ unter der Leitung von Jean Perrot
- 1958: Tell Hazor ⊙ unter der Leitung von Jigael Jadin
- 1958: Tel Azor ⊙ unter der Leitung von Jean Perrot
- 1959: Kültepe ⊙ unter der Leitung von Tahsin und Nimet Özgüç
- 1960, 1965: Megiddo ⊙ unter der Leitung von Jigael Jadin
- 1960–1961: Höhle der Briefe ⊙ unter der Leitung von Jigael Jadin
- 1961–1962: En Gedi ⊙ unter der Leitung von Benjamin Mazar
- 1964–1965: Masada ⊙ unter der Leitung von Jigael Jadin

### Mitglied der Leitung
- 1966: Khirbet Kerak ⊙ zusammen mit Ehud Netzer
- 1967: eisenzeitlicher Friedhof am Tel 'Eton ⊙
- 1968–1971: eisenzeitliche Nekropole Silwan ⊙
- 1973–1994: Tell Lachisch ⊙
- 1984: Festung Betar ⊙
- 1990–1996: Tell Jesreel ⊙ zusammen mit John Woodhead
- 1992–2012: Megiddo zusammen mit Eric H. Cline, Israel Finkelstein und Baruch Halpern[4]

## Preise
2014 erhielt Ussishkin den Percia-Schimmel-Preis des Israel-Museums Jerusalem für bedeutende Beiträge zur Archäologie in Eretz Israel und im Land der Bibel.

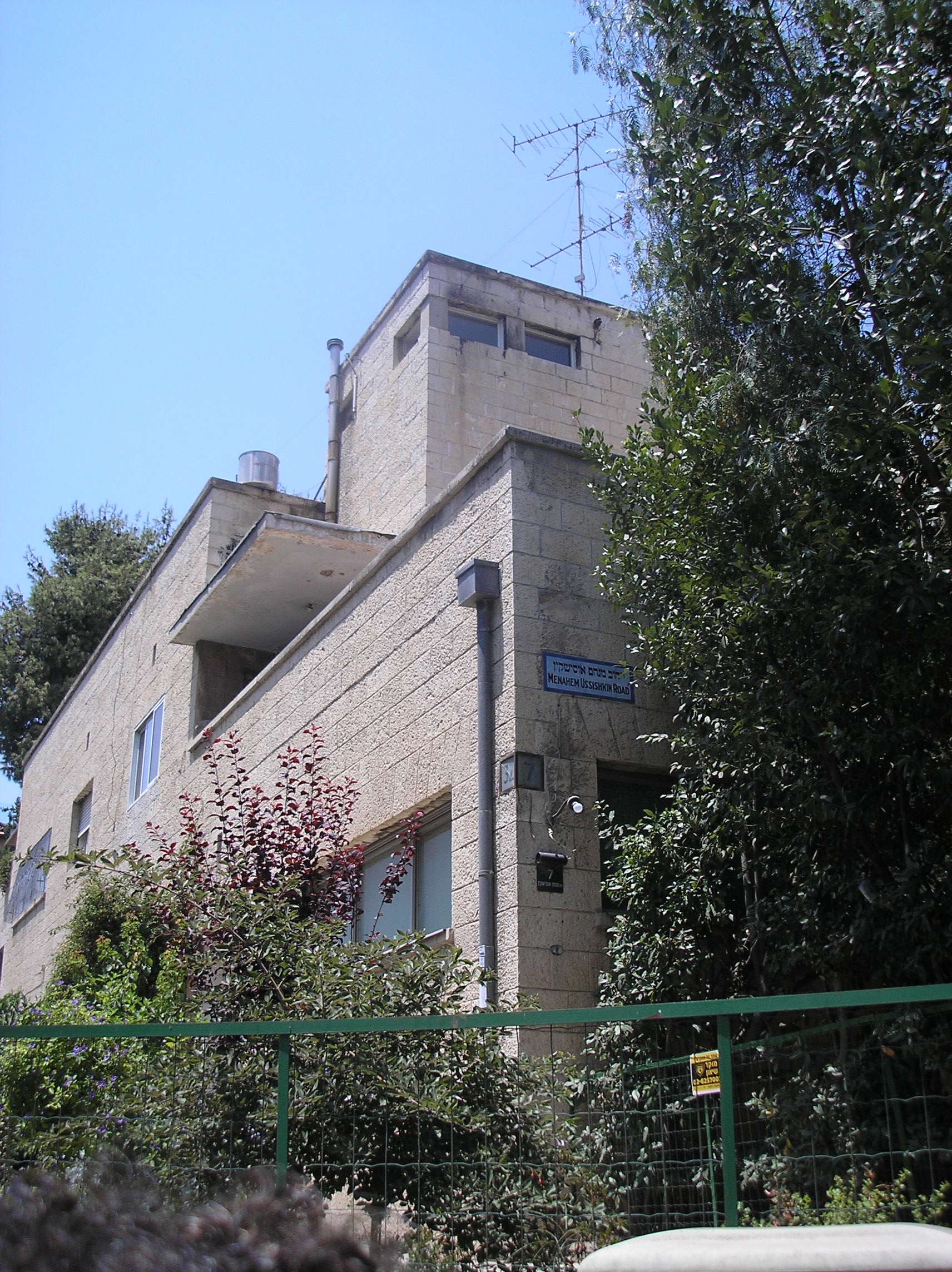
Haus von Menachem Ussishkin in Rechavia

## Familie
Ussishkin wurde in einer jüdischen Familie in Jerusalem geboren.
Sein Großvater Menachem Ussishkin war ein führender Zionist.
Er wanderte 1919 aus Russland nach Palästina ein.
Die Familie ließ sich in Jerusalem im Stadtviertel Rechavia nieder.
Menachem Ussishkin ließ sich dort in der HaKeren-HaKayemet-Straße für seine Familie ein Haus bauen.⊙
Es wurde vom Architekten Richard Kauffmann entworfen.
1933 wurde die Straße zu seiner Ehre in Menachem-Ussishkin-Straße umbenannt.
Als Ussishkin sechs Jahre alt war, starb sein Großvater Menachem Ussishkin.
1948 und 1949 während des Israelischen Unabhängigkeitskrieges lag das Haus der Familie Ussishkin nahe der Front auf israelischer Seite.
Ussishkins Eltern waren Schmuel and Else Ussishkin.
Ussishkin ist verheiratet und hat drei Kinder.

## Veröffentlichungen

### Bücher
- Megiddo-Armageddon. The story of the Canaanite and Israelite City, Israel Exploration Society/Biblical Archaeology Society, 2018, ISBN 978-9652211187
- Biblical Lachish: A Tale of Construction, Destruction, Excavation and Restoration, Israel Exploration Society, Israel, 2014, ISBN 978-9652210951
- Megiddo V : the 2004–2008 seasons zusammen mit Israel Finkelstein, Eric H Cline, Matthew J Adams und anderen, Tel Aviv : Emery and Claire Yass Publications in Archaeology, Institute of Archaeology, Tel Aviv University, 2013, ISBN 9789652660527
- On Biblical Jerusalem, Megiddo, Jezreel and Lachish, Hong Kong : Divinity School of Chung Chi College, Chinese University of Hong Kong, 2011, ISBN 9789627137481
- Megiddo IV : the 1998–2002 Seasons. Volume I zusammen mit Israel Finkelstein, Baruch Halpern und anderen, Tel Aviv : Emery and Claire Yass Publications in Archaeology, Institute of Archaeology, Tel Aviv University, 2006, ISBN 9789652660381
- Renewed archaeology excavations at Lachish (1973–1994), Tel Aviv : Emery and Claire Yass Publications in Archaeology, 2004., ISBN 9789652660541
- Megiddo III : the 1992–1996 seasons zusammen mit Israel Finkelstein, Baruch Halpern und anderen, Tel Aviv : Emery and Claire Yass Publications in Archaeology, Institute of Archaeology, Tel Aviv University, 2000, ISBN 9789652660534
- The village of Silwan : the necropolis from the period of the Judean kingdom, Jerusalem : Israel Exploration Society : Yad Izhak Ben-Zvi, 1993, ISBN 9789652210180
- The conquest of Lachish by Sennacherib zusammen mit R M Cummings, Tel Aviv : Tel Aviv University, Institute of Archaeology, 1982, ISBN 9789652660015
- Excavations at Tel Lachish, 1973–1977 : preliminary report, Tel Aviv University, Institute of Archaeology, 1978, OCLC 7274108

### Artikel
- Kadesh-Barnea—In the Bible and on the Ground, 2015 in Biblical Archaeology Review 41:5, September/October 2015
- Jezreel—Where Jezebel Was Thrown to the Dogs, 2015 in Biblical Archaeology Review 36:4, July/August 2010
- Big City, Few People, 2015 in Biblical Archaeology Review 31:4, July/August 2005
- Restoring the Great Gate at Lachish, 2015 in Biblical Archaeology Review 13:1, January/February 1987
- Lachish—Key to the Israelite Conquest of Canaan?, 2015 in Biblical Archaeology Review 13:1, January/February 1987
- News from the Field: Defensive Judean Counter-Ramp Found at Lachish in 1983 Season, 2015 in Biblical Archaeology Review 10:2, March/April 1984
- Answers at Lachish, 2015 in Biblical Archaeology Review 5:6, November/December 1979